# Comingsoon.it
Comingsoon.it è una testata giornalistica online italiana editata da Anicaflash dedicata al cinema, ai film in TV, alle serie TV, al digital video, ai games, alla musica e ai libri.

## Storia
Comingsoon.it nasce nel 1999 grazie ad Anicaflash, società che dal 1977 produce e distribuisce le rubriche di trailer cinematografici alle TV. Da allora ha subito diverse modifiche e miglioramenti, fino al restyling di gennaio 2014. Nel 2008 ha pubblicato Coming Soon Cinema, un'app per smartphone e tablet disponibile per iOS, Android, Windows Phone e BlackBerry.

## Contenuti
I contenuti coprono il mondo dell'entertainment, cinema, film in TV, digital video, serie TV, musica, games, libri e sono raccolti in differenti sezioni.
- Cinema

Comingsoon.it assiste a tutti i principali festival, come Cannes, Berlino, Venezia, Roma. Possiede un ampio database di schede film con trama, cast, foto, video e commenti degli utenti. Offre il trovacinema, uno strumento che fornisce gli orari di programmazione di tutti i cinema italiani. Il calendario uscite presenta le uscite al cinema della settimana in corso, di quelle passate e future.
- Film in TV

Una guida con gli orari dei film in TV su digitale terrestre, Mediaset Premium e Sky. Si può consultare la programmazione di un'intera settimana.
- Digital Video

La sezione digital video raccoglie tutte le news sulle uscite in DVD, Blu-ray e VOD dei film.
- Serie TV

Sezione dedicata alle serie TV dove trovare tutte le anticipazioni sulle future stagioni, le classifiche di ascolto USA, le news più importanti, le serie TV in arrivo, un database con le stagioni e gli episodi, la programmazione delle serie in TV.
- Musica

In questa sezione è possibile consultare le news sul mondo della musica ed un database sugli artisti e gli album prodotti. Comprende anche un calendario dei concerti e un sistema di ricerca delle band.
- Games

Le news, i video e le recensioni di tutti i più famosi titoli per le principali piattaforme di gioco.
- Libri

La sezione contiene news pubblicate giornalmente e curiosità sul mondo dei libri e dei comics.

## Crediti
Comingsoon.it è una Testata Giornalistica edita da Anicaflash S.r.l., registrata presso il Tribunale di Roma al n.332/2001.